# Terminal Rodoviário de Belo Horizonte
O Terminal Rodoviário de Belo Horizonte (oficialmente Terminal Rodoviário Governador Israel Pinheiro), inaugurado em 1971 como o maior e mais moderno terminal rodoviário da América do Sul, antes de ser inaugurado o Terminal Tietê em São Paulo. Situa-se na Praça Rio Branco, no Centro da Cidade. O acesso pode ser feito pela Estação Lagoinha do Metrô.
Na década de 40, os jornais anunciaram que BH seria a primeira capital do País a ter uma estação rodoviária com a centralização de todo o serviço rodoviário.
A primeira Estação Rodoviária do Brasil foi inaugurada, em junho de 1941, atrás da Feira de Amostras, de frente para a avenida do Contorno, no Governo Benedito Valadares .
Sua construção foi realizada pela Secretaria de Agricultura, tendo como secretário Israel Pinheiro, futuro governador do Estado que construiria a Rodoviária atual.
A Estação Rodoviária era um prédio de dois andares com uma pista coberta por marquise, onde havia espaço para dez ônibus.
A partir dessa construção, ocorreram outras mudanças no serviço de transporte rodoviário, como a numeração das poltronas e maior rigor no cumprimento de horários, na vistoria dos ônibus e passagens vendidas .
Meados da década de 50, a estação antiga já não tinha condições mínimas de atendimento para a elevada movimentação de passageiros. Eram 500 auto-ônibus, 160 linhas de menor percurso, sendo necessário improvisar uma plataforma em área cedida pela Central, na rua Aarão Reis. Não comportava, portanto, o alto volume de ônibus e passageiros. Para amenizar o problema até a construção da nova Rodoviária, em 1965, o DER construiu à rua Curitiba, entre as avenidas Oiapoque e Contorno, uma estação provisória de embarque de passageiros.

## O terreno
O terreno em que seria construído o TERGIP pelo DER/MG passou a ser propriedade do Estado em 13 de setembro de 1937, como resultado de um acerto de contas realizando junto à Prefeitura de Belo Horizonte. Conforme 1º Registro de Imóveis de Belo Horizonte, o município "transfere ao Estado de Minas Gerais toda posse, domínio, direito e ação que tinha sobre eles, para os possuir como seus, que ficam sendo de hoje para todo o sempre, obrigando-se a todo tempo fazer a presente dação em pagamento, boa, firme e valiosa e a responder pela evicção", toda a área onde, naquela época, estava sendo construído o "Edifício para a Exposição Permanente do Estado". Tal edifício foi inaugurado em 1935, mas, algumas décadas depois, em 1965, em razão do crescimento acelerado de Belo Horizonte, dos congestionamentos e da construção do complexo de viadutos da Lagoinha, decidiu-se pela demolição do mesmo para dar lugar à construção do TERGIP.

## A construção do TERGIP

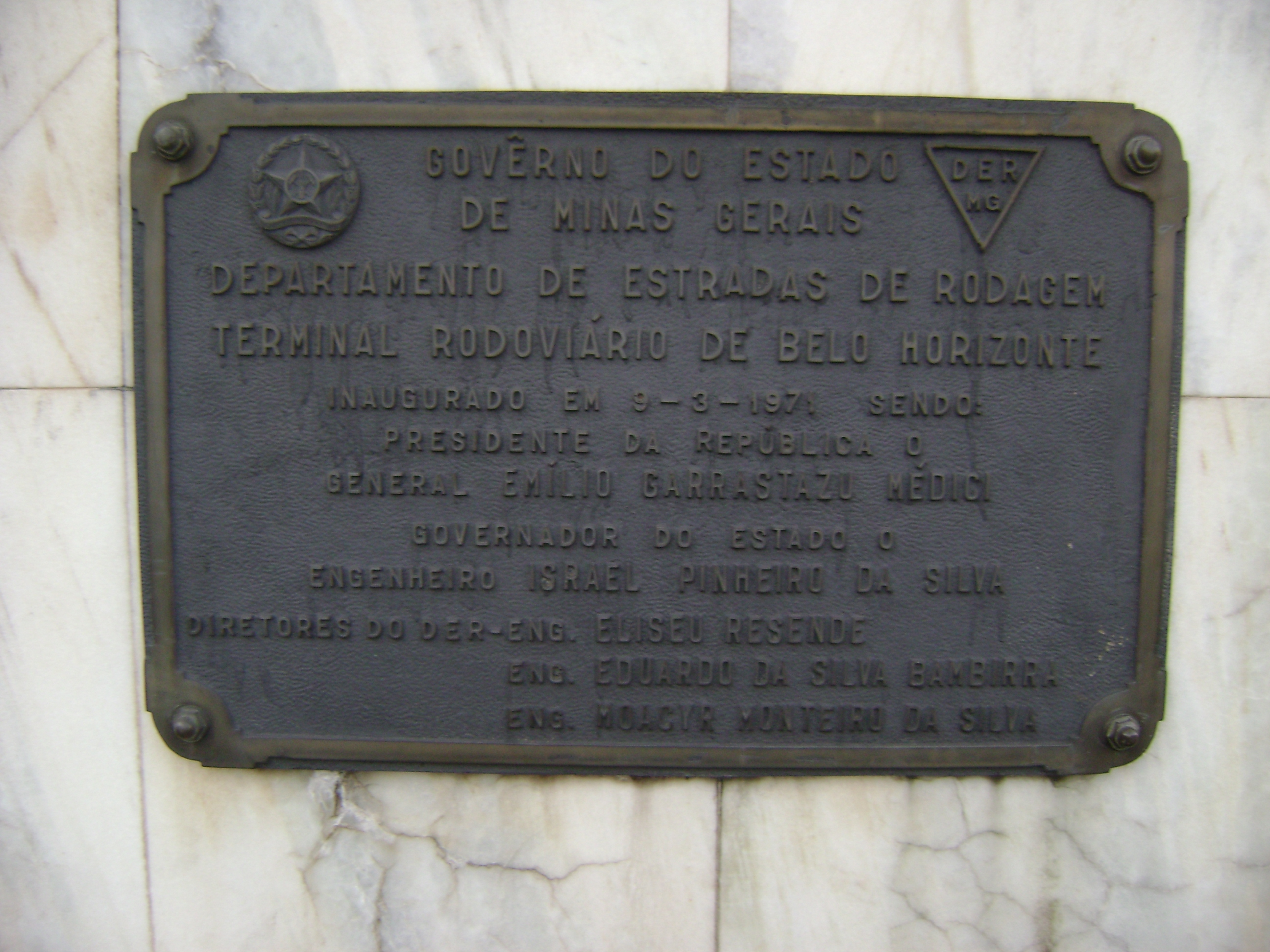
Placa na rodoviária.

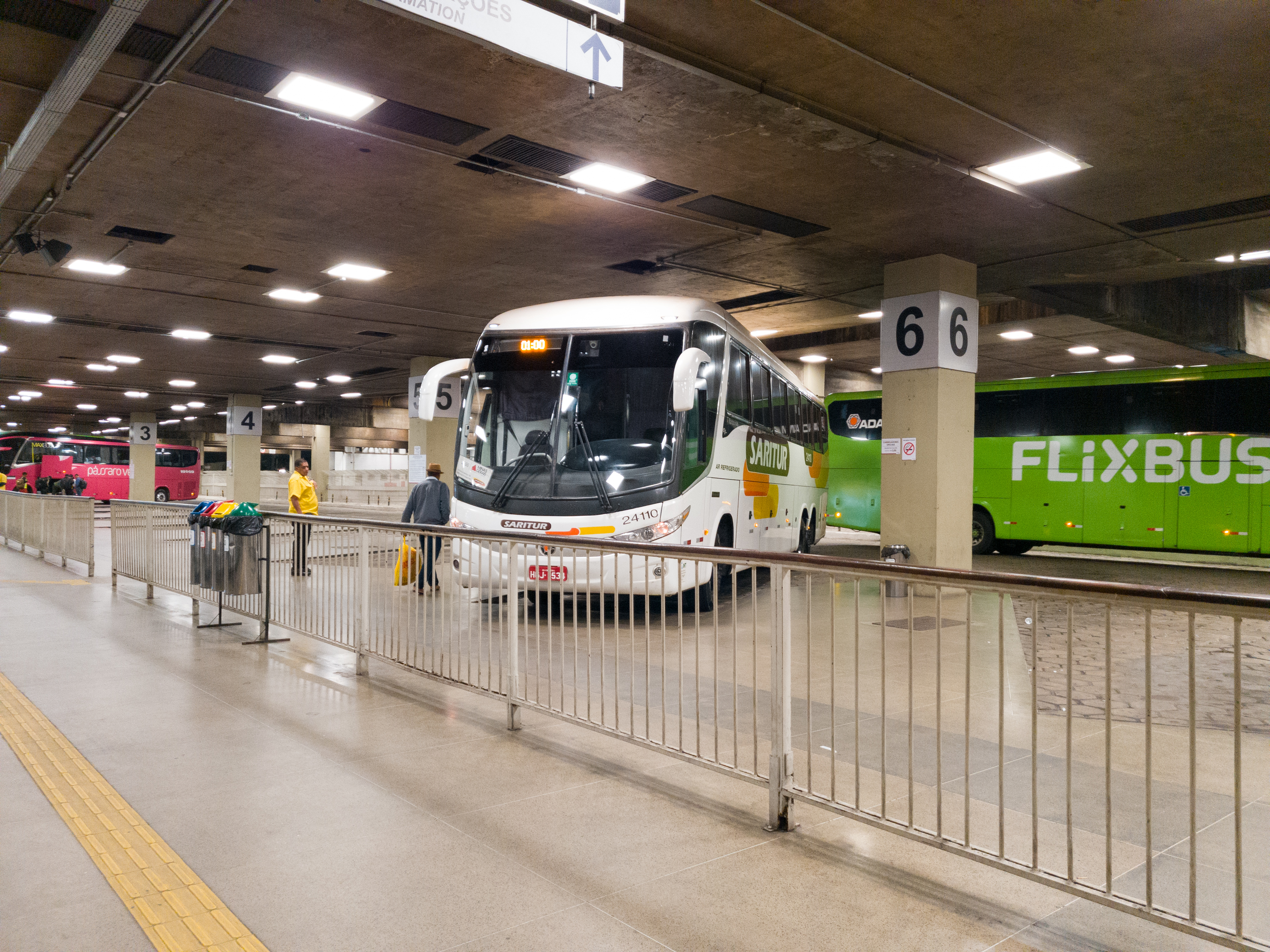
Ônibus na rodoviária.

Pela necessidade de solução a curto prazo, a obra de instalação do novo Terminal foi colocada como prioritária no plano do Governo Israel Pinheiro. A decisão de construí-lo no centro da cidade foi tomada em conjunto pelo governador e os arquitetos Lúcio Costa e Oscar Niemeyer com obras a cargo do DER-MG.
A Feira de Amostras foi demolida em 1965 para a ampliação e modernização da estação, com "objetivo de tornar mais perfeito possível o sistema rodoviário mineiro".
O projeto arquitetônico contou com modernistas como Walter Machado, Fernando Graça, Francisco G. Santos, Luciano Passini, entre outros. A equipe era composta por engenheiros do DER, agrupada na CEORBEL (Comissão Especial de Obras da Estação Rodoviária de Belo Horizonte), sob a direção inicial do engenheiro Geraldo Martins Guerra e, depois, Maurício Bizzoto . Os serviços foram empreitados à firma SERGEN S.A., vencedora da concorrência pública , com administração e fiscalização da CEORBEL. O projeto foi resultado do trabalho conjunto de 10 arquitetos: Fernando Graça, Francisco Espírito Santo, Luciano Passini, Mardônio Guimarães, Marina Wasner, Mário Berti, Raul Costa da Cunha, Ronaldo Massotti, Suzi de Mello e Walter Machado.
As obras foram concluídas em menos de dois anos com início em agosto de 69 e término no início de 71. A inauguração do novo Terminal Rodoviário de BH se deu em 9 de março de 1971, sendo considerado o maior e mais moderno da América Latina, atendendo a uma demanda de até 17.134.000 passageiros por ano.
A área de 28.000 m² possibilitou a construção de oito plataformas de embarque com capacidade para 64 partidas simultâneas.
A ousadia e magnitude da obra com estrutura de cobertura em concreto armado lhe conferiram prêmio da 1a Bienal de Arquitetura de 1971, dando fama à cidade. "O Terminal é como se fosse uma testemunha das mudanças que tiraram da cidade os ares provincianos dos anos 50, desenhando o perfil nervoso e palpitante da BH de agora."

## Sob nova administração
Motivado pelo convênio assinado entre o Governo do Estado e do Município, em 26 de junho de 2003, a administração do Terminal Rodoviário Governador Israel Pinheiro passa para o Município com a finalidade de atender o interesse público no que se refere à prestação dos serviços de infraestrutura para os usuários do TERGIP.
É desta maneira que em 27 de junho de 2003, iniciam-se os trabalhos da Prefeitura com vistas a promover uma administração em que os direitos e deveres dos cidadãos são respeitados. Organiza -se uma estrutura administrativa que estabelece a criação do Regimento Interno, o qual direciona todas as ações implementadas.
Em 2005, com as mudanças promovidas pela atual gestão no organograma da Prefeitura, o Terminal apresenta-se como uma gerência da Secretaria de Administração Regional Municipal Centro-Sul.
Fontes: Arquivo Público de Belo Horizonte, Biblioteca Pública, Gerência de Patrimônio Histórico e Urbano de Belo Horizonte, Imprensa Oficial.

## Novo terminal
O prefeito Márcio Lacerda anunciou em 2009 um novo terminal, com 80 boxes para ônibus, próximo do Anel Rodoviário, onde estão acessos para as principais rodovias, a construção será feita na Avenida Cristiano Machado, Próximo a estação de Metrô São Gabriel, não há previsão para o início das obras.
O novo terminal começou a ser construído no final de 2012, com previsão de entrega para o primeiro semestre de 2014.

## Concessão à iniciativa privada
Em 25 de março de 2022, o Governo do Estado de Minas Gerais realizou na sede da Bolsa de Valores de São Paulo (B3), o leilão que concedeu a administração do Terminal Rodoviário de Belo Horizonte ao setor privado. A concessionária Terminais BH SPE venceu o certame e ganhou o direito de explorar o terminal pelo prazo de 30 anos, se comprometendo também a investir mais de R$ 122 milões na melhoria dos serviços ao longo da concessão.
A empresa assumiu a gestão do terminal em 05 de setembro do mesmo ano.